# Interims-Premierminister (Israel)
Der  Interims-Premierminister  (hebräisch ראש הממשלה בפועל, Rosch haMemschala baFoal lit. „Prime Minister durch das Werk“)  ist ein Posten der interimsweise ausgeübt wird, weil der Premierminister gestorben oder für dauernd amtsunfähig erklärt worden ist oder er dieses Amt wegen eines Verbrechens nicht ausüben darf.
Das israelische Gesetz unterscheidet zwischen Acting Prime Minister (מלא מקום ראש הממשלה) und dem geschäftsführenden israelischen Interims-Premierminister. So darf das Amt des israelischen Acting Prime Minister ausschließlich nur für 100 aufeinanderfolgende Tage kommissarisch ausgeübt werden, solange wie der Premierminister amtsunfähig ist. Der israelische Interims-Premierminister kommt demgegenüber zum Einsatz, wenn der amtierende Premierminister für dauernd amtsunfähig erklärt wird. So wurde am 11. April 2006 Ariel Scharon formal für regierungsunfähig erklärt. Das Gesetz von 2001 sieht für diesen Fall als Bedingung vor, dass der Premierminister dauerhaft regierungsunfähig (über den 100 aufeinanderfolgenden Tagen hinaus).
Während der Acting Prime Minister nur ein Knessetabgeordneter sein muss, muss der Interim-Premierminister auch der Partei des Premierministers angehören.
Nachdem 2006 Ehud Olmert, für den Premierminister Scharon für 100 Tage einsprang als Acting-Premierminister, wurde er danach nicht automatisch Interims-Premierminister. Die Regierung stimmte ab ihn dazu zu ernennen.
Shimon Peres war Außenminister, als der Premierminister Jitzchak Rabin ermordet wurde, und wurde zum Interims-Premierminister ernannt, bis eine neue Regierung gebildet würde. Yigal Allon wurde auch Interims-Premierminister, nachdem der amtierende Premierminister Levi Eshkol im Februar 1969 plötzlich an einem Herzinfarkt verstorben war. Allon blieb im Amt, bis Golda Meir ihre Regierung bildete.
Die Kompetenzen des Interims-Premierministers als auch des Acting-Premierministers sind denen des Premiers gleich, außer das Parlament auflösen zu dürfen.

Nach dem Tode Levi Eshkols war Yigal Allon vom 26. Februar 1969 bis zum 17. März 1969 Interims-PM.
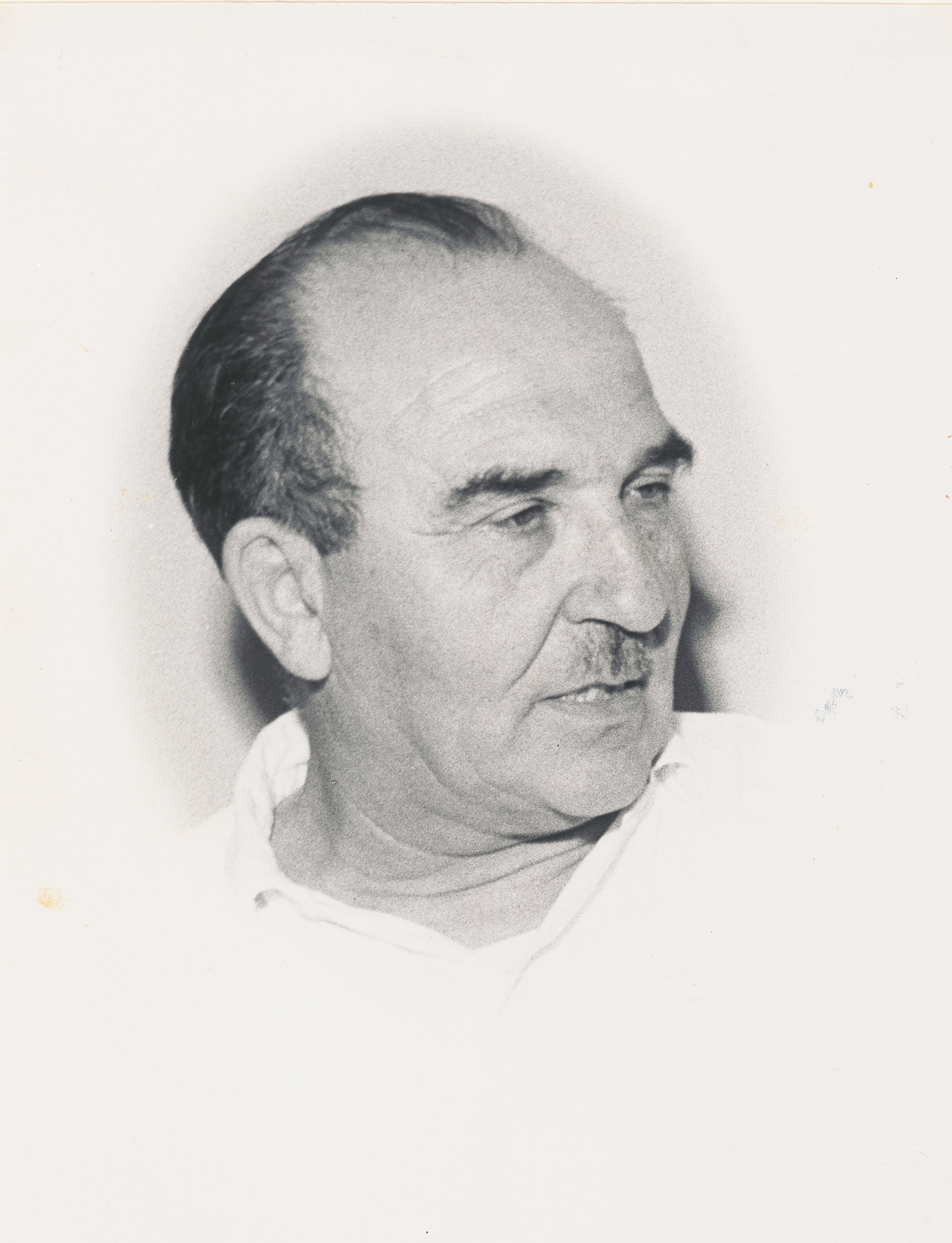
Levi Eshkol
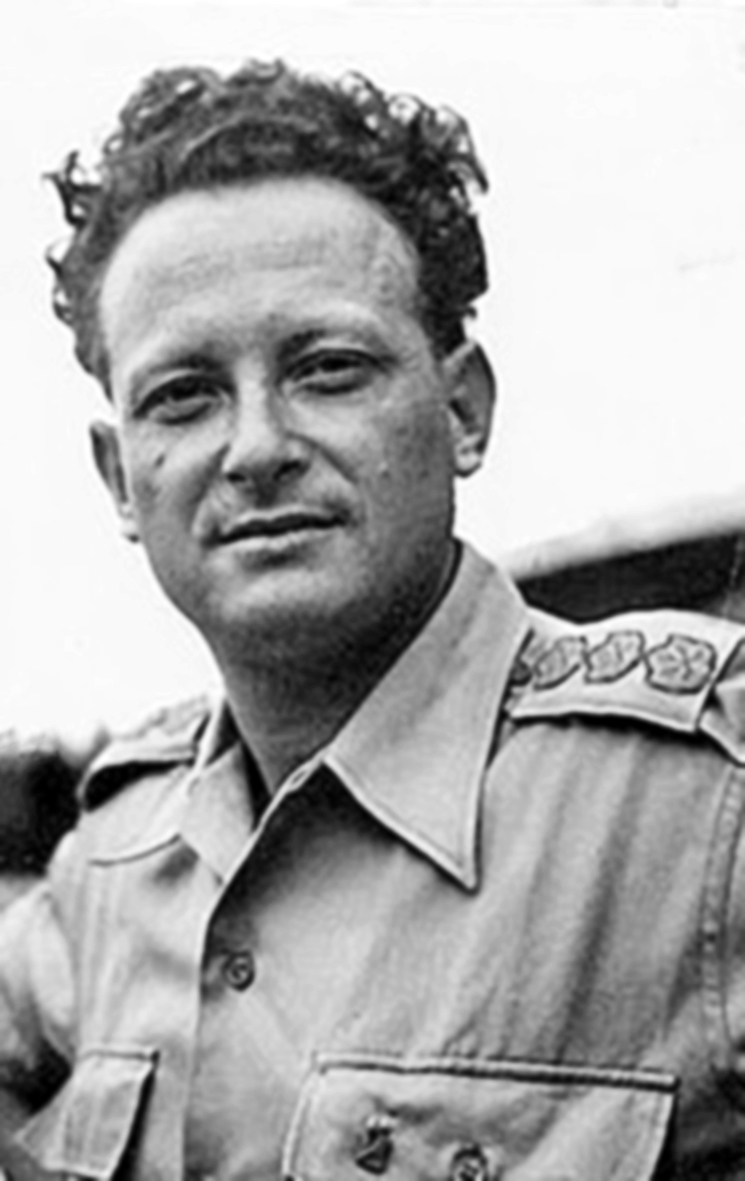
Yigal Allon

Nach der Ermordung Jitzchak Rabins war Schimon Peres vom 4. November 1995 bis zum 22. November 1995 Interims-PM.
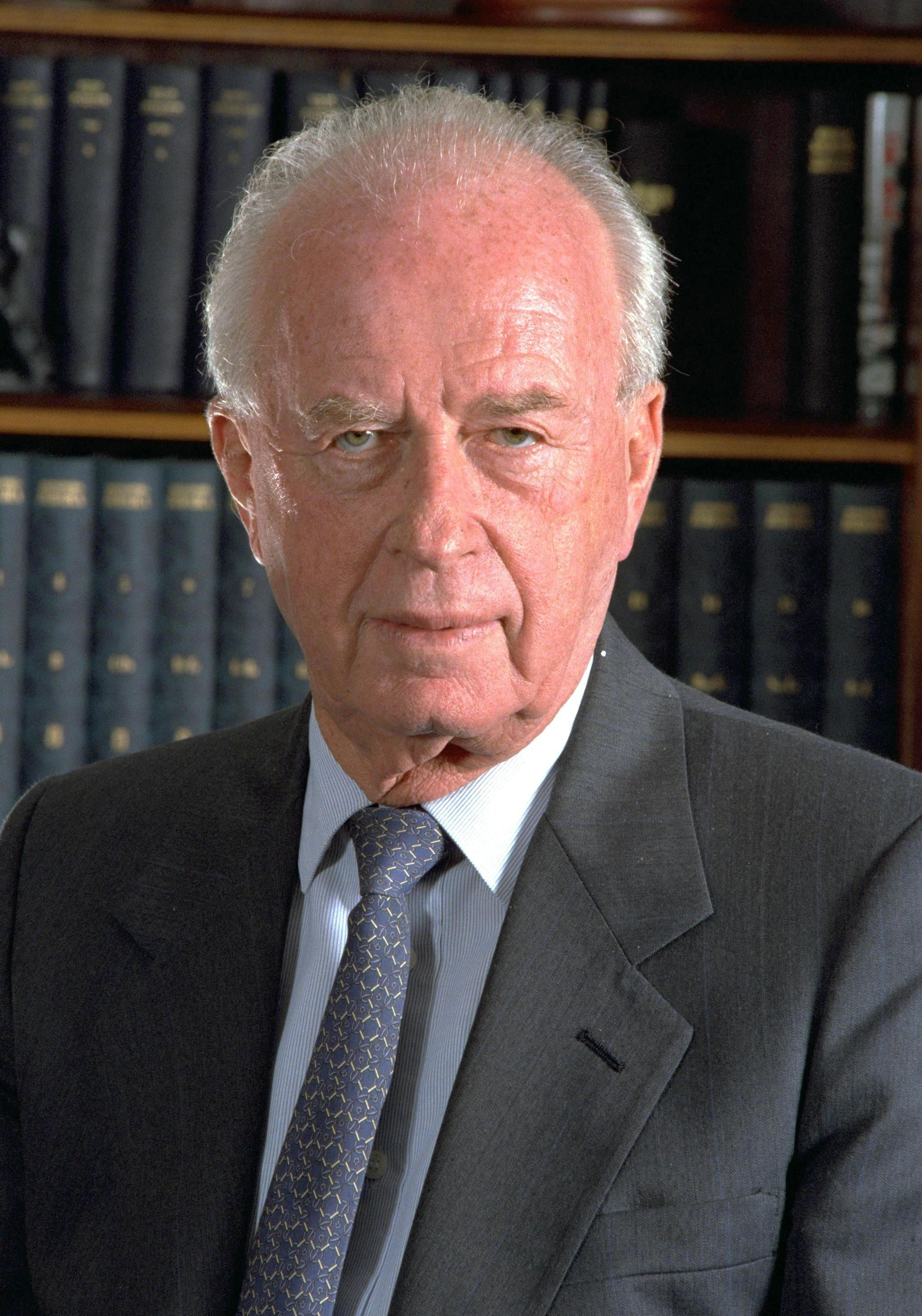
Jitzchak Rabin
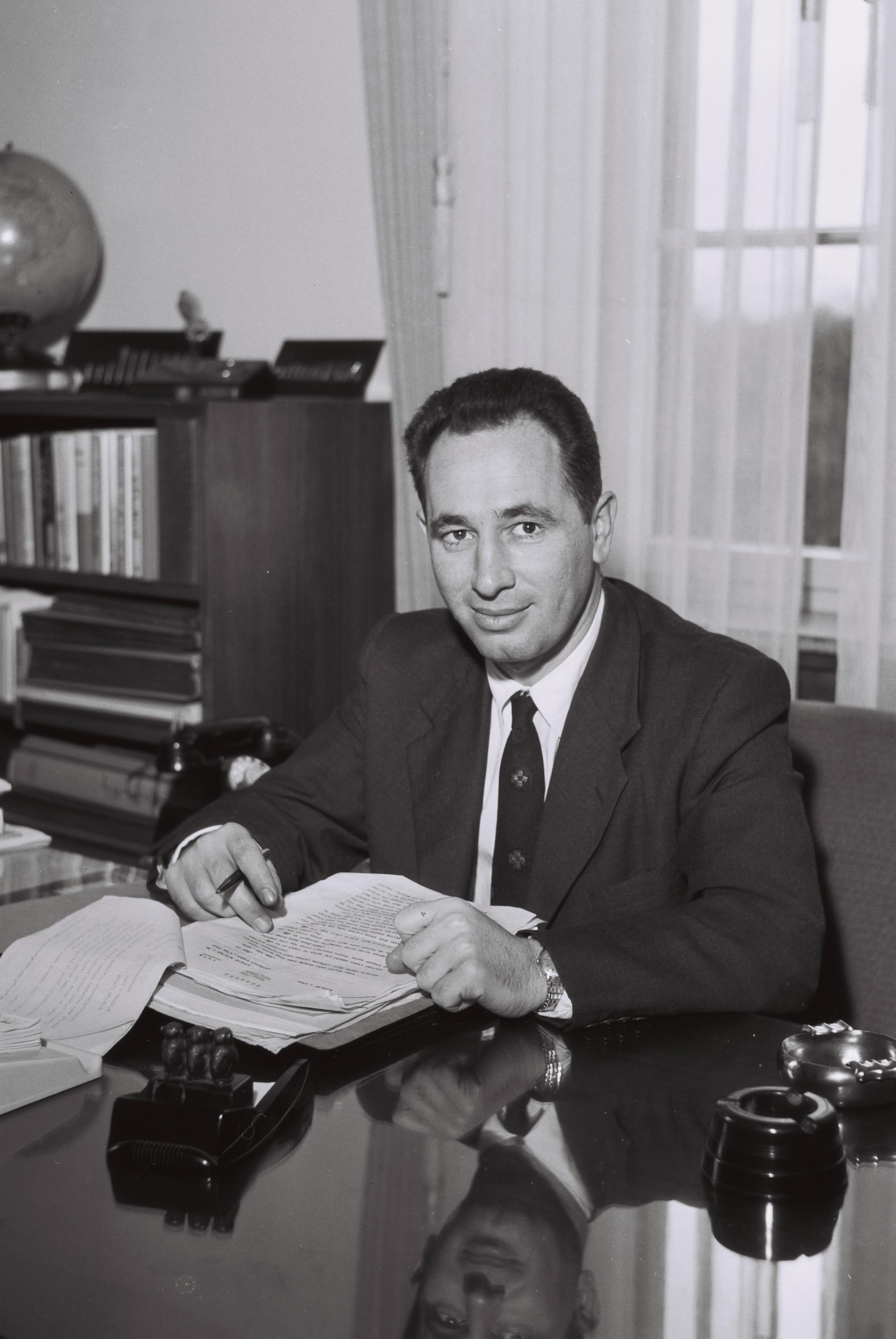
Schimon Peres

Nach der Erkrankung Ariel Scharons war Ehud Olmert vom 14. April 2006 bis zum 4. Mai 2006 Interims-PM.
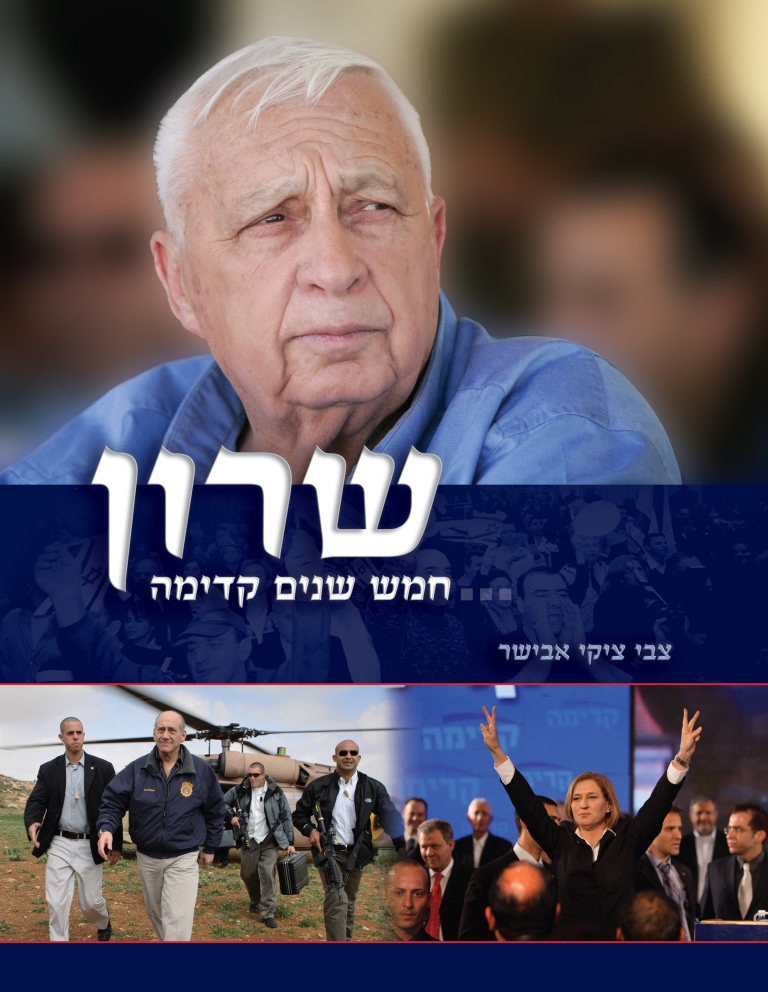
Ariel Scharon
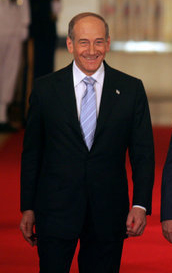
Ehud Olmert

## Liste der  Interims-Premierminister
| Name         | Partei     | Amtsdauer                            |
| ------------ | ---------- | ------------------------------------ |
| Yigal Alon   | HaMa’arach | 26. Februar 1969 – 17. März 1969     |
| Shimon Peres | HaMa’arach | 4. November 1995 – 22. November 1995 |
| Ehud Olmert  | Kadima     | 14. April 2006 – 4. Mai 2006         |